# Epiphyllum grandilobum
Epiphyllum grandilobum ist eine Pflanzenart in der Gattung Epiphyllum aus der Familie der Kakteengewächse (Cactaceae). Das Artepitheton grandilobum bedeutet ‚großlappig‘.

## Beschreibung
Epiphyllum grandilobum wächst lianenartig mit bis zu 100 (und mehr) Meter langen Trieben. Die raschwüchsigen Triebe sind im Jugendstadium rötlich, später grün und wurzeln reichlich. Die Breite der Triebe variiert von 3 bis 5 Zentimetern bis zu 15 bis 25 Zentimetern. Ihre stark verdickte Mittelrippe ist oft verholzt. Die Ränder sind wellig-lappig mit schiefen Lappen.
Die röhrig-trichterförmigen Blüten erscheinen seitlich. Die gebogene Blütenröhre ist 32 bis 38 Zentimeter lang. Die äußeren Blütenhüllblätter sind grünlich gelb, die inneren sind cremefarben und durchscheinend.

## Verbreitung, Systematik und Gefährdung
Epiphyllum grandilobum ist in Costa Rica und Panama im atlantischen Regenwald in Höhenlagen von 250 bis 900 Metern verbreitet.
Die Erstbeschreibung als Phyllocactus grandilobus wurde 1902 von Frédéric Albert Constantin Weber veröffentlicht. Nathaniel Lord Britton und Joseph Nelson Rose stellten die Art 1913 in die Gattung Epiphyllum.
In der Roten Liste gefährdeter Arten der IUCN wird die Art als „Near Threatened (NT)“, d. h. als gering gefährdet geführt.

## Nachweise